# Arxiu familiar
L'arxiu familiar és el resultat d'acumular la documentació sobre les activitats tant privades com públiques d'una família durant generacions. No totes les activitats de les famílies queden reflectides per escrit, de manera que el fet que no estiga per escrit no implica que no hi haguera tal activitat. La situació de la conservació d'un arxiu familiar és resultat de l'evolució històrica de la família que l'ha produït: les aliances matrimonials, l'activitat econòmica, la situació econòmica, la importància que li donaren a la seua custòdia, l'abandó i l'expurgació, la guerra, els saqueig i les catàstrofes naturals (inundacions i incendis). Són arxius de naturalesa privada.
Els documents que es troben als arxius familiars poden ser documents rebuts (expedits per institucions externes a la família) i els documents produïts per la família, que pot ser agrupada en: documentació elaborada pel personal de la casa, l'expedida per una espècie de cancelleria senyorial i la produïda de manera directa per la família (correspondència, diaris i agendes).
L'arxivística s'ocupà d'aquests arxius de manera tardana, destacant Filangieri com un dels pioners de l'estudi teòric d'aquests. Filangieri digué dels arxius familiars que són la matèria més delicada i una de les més riques de l'arxivística pel seu volum, temàtica i contingut.
Un tipus d'arxiu familiar és l'arxiu nobiliari (l'arxiu de les famílies pertanyents a la noblesa). Les classificacions en fons documentals que poden aplicar-se als arxius nobiliaris són diversos. Els arxius nobiliaris són un patrimoni documental que serveix per a conèixer la història d'una comunitat pel paper de la noblesa al llarg de la història.